# Таинственный противник
«Таинственный противник» (англ. The Secret Adversary) — детективный роман Агаты Кристи, впервые опубликованный издательством The Bodley Head в 1922 году. В романе впервые представлены Томми и Таппенс Бересфорд, которые появятся ещё в трёх романах и одном сборнике рассказов.

## Сюжет
Действие романа происходит в Лондоне и других городах Великобритании в 1919 году. У молодой пары Томми Бересфорда и Таппенс Коули нет ни работы, ни денег. Они решают открыть своё собственное совместное предприятие «Молодые Авантюристы Лтд», где они — молодые искатели приключений, готовые на любую работу. Они решают не отказываться ни от каких заказов, куда бы их ни отправили и что бы им ни поручили. 

Их разговор подслушивает некий Мистер Виттингон, который предлагает Таппенс отличное жалование за очень странную работу. Таппенс представляется именем Джейн Финн (имя, которое она подслушала в том же ресторане, где Виттингтон подслушал её разговор с Томми). Виттингон меняется в лице. Он подозревает её в шантаже и выплачивает ей и Томми круглую сумму денег. Они решают последить за ним и попытаться найти ещё что-нибудь, что станет поводом для шантажа. Однако на следующий день оказывается, что Виттингтон закрыл свой офис и исчез. Единственная зацепка — спугнувшее Виттингтона имя — Джейн Финн. Томми и Таппенс решают разместить в газете объявление, надеясь разыскать девушку или найти информацию о ней.
Картер, старый друг Томми из британской разведки, рассказывает им, что Джейн Финн была британским агентом, исчезнувшим при попытке доставить секретный договор в американское посольство в Лондоне. Томми и Таппенс соглашаются найти ее, но Картер предупреждает их о вражеском агенте, известном только как «мистер Браун». Джейн Финн также ищет ее двоюродный брат Джулиус Хершеймер, американский мультимиллионер.
Расследование Томми и Таппенс приводит их в дом миссис Маргариты «Риты» Вандемейер, женщины, у которой есть несколько влиятельных друзей, в том числе Уиттингтон и сэр Джеймс Пил Эдгертон, штат Коннектикут. Таппенс устраивается на работу горничной к миссис Вандемейер и заручается помощью работающего там мальчика по имени Альберт. Таппенс слышит, как миссис Вандемейер упоминает мистера Брауна, и заставляет её признать, что она знает его настоящую личность. Миссис Вандемейер кричит, падает в обморок и бормочет Таппенс «мистер Браун» перед смертью. Таппенс получает телеграмму, подписанную Томми, и бросается за ним.
Тем временем Томми следует за Борисом Ивановичем, ещё одним соратником Риты, в его дом в Сохо, где Томми попадает в плен при попытке подслушать собрание большевистских заговорщиков. Находящаяся в доме молодая француженка Аннет устраивает ему побег, но сама отказывается уходить. Томми возвращается в Ритц и находит Таппенс.
Сэр Джеймс обнаруживает Джейн Финн, к которой восстановилась память после несчастного случая. Она рассказывает им, где спрятала договор, но вместо этого они находят сообщение от мистера Брауна. В поисках бумаги в ящике Джулиуса Томми находит фотографию Аннет. Томми заключает, что Аннет — настоящая Джейн Финн, а Джейн Финн, которую они встретили, была подставным лицом, чтобы остановить их расследование. Он получает оригинал телеграммы, отправленной Таппенс, и видит, что в прочитанной им копии её пункт назначения был изменен. Томми и Альберт направляются в правильный пункт назначения.
Хершеймер организует освобождение Таппенс и Аннет. В резиденции сэра Джеймса Джейн рассказывает свою историю: получив посылку, она с подозрением относится к миссис Вандемейер. Джейн положила чистые листы в исходный пакет, запечатав договор внутри страниц журнала. Когда она ехала из Ирландии, её ограбили и доставили в дом в Сохо. Поняв намерения похитителей, Джейн симулировала амнезию, разговаривая только по-французски. Она спрятала договор в рамке для фотографий в своей комнате и с тех пор продолжает играть роль «Аннет». Таппенс подозревает, что Хершеймер — это мистер Браун. Сэр Джеймс соглашается, добавляя, что настоящий Хершейммер был убит в Америке, а самозванец убил миссис Вандемейер. Они спешат в Сохо, забирая договор из дома. Сэр Джеймс называет себя настоящим мистером Брауном и объявляет о своем плане убить их, ранить себя, а затем обвинить в этом неуловимого мистера Брауна. Джулиус и Томми, прячущиеся в комнате, одолевают сэра Джеймса. Он совершает самоубийство, используя яд, спрятанный в его кольце, что является убедительным доказательством, позволяющим убедить Картера в виновности его старого друга.
Роль Томми в разгадке тайны убеждает его богатого дядю, живущего отдельно, поддержать его финансово и сделать Томми своим наследником. Роман заканчивается помолвкой Хершеймера и Джейн, а также Томми и Таппенс.

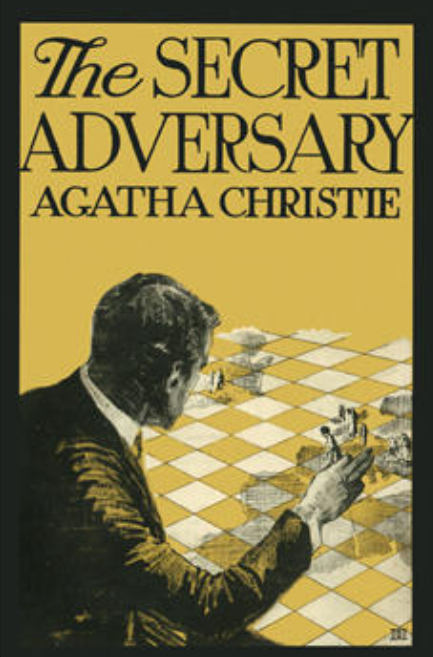
Первое американское издание (Dodd, Mead & Co, 1922 год)

## Литературная критика
Роман был в целом хорошо принят критиками. Вот лишь некоторые отзывы, использованные позднее для рекламного переиздания:
- Это отличный рассказ и читатель, так же как и мы, не сможет отложить его, пока тайна не будет разгадана[2] — Daily Chronicle
- Мы обещаем нашим читателям интереснейший рассказ, который будет не раз удивлять их, когда они попытаются предугадать события, еще не описанные автором. Прекрасное произведение[3] — Saturday Review.
- Атмосфера романа просто восхитительна и историю с жадностью прочтет любой. Вне всяких сомнений, книга — успех[4] — East Anglian Daily Times

## Экранизации
Роман «Таинственный противник» стал вторым экранизированным произведением Агаты Кристи. Немецкая кинокомпания Orplid Film в 1929 году создала немой фильм под оригинальным названием Die Abenteurer GmbH. В Великобритании и США фильм вышел под названием Adventures Inc. Имена героев в фильме изменены.
В 1983 году в рамках телесериала британской телекомпании London Weekend Television на основе романа был создан 115-минутный фильм, который явился прологом к десятисерийному фильму по мотивам сборника рассказов Агаты Кристи Партнёры по преступлению.

## Посвящение
Посвящается всем ведущим монотонную жизнь с пожеланиями хоть опосредованно испытать удовольствия и опасности приключенияОригинальный текст (англ.)To all those who lead monotonous lives, in the hope that they may experience at second hand the delights and dangers of adventure— Агата Кристи